# Cristián Luis I de Mecklemburgo-Schwerin
Cristián Luis I de Mecklemburgo-Schwerin (Schwerin, 1 de diciembre de 1623-La Haya, 21 de junio de 1692) fue un duque reinante de Mecklemburgo-Schwerin.

## Biografía
Cristián fue el hijo del duque Adolfo Federico I y de su esposa, Ana María (1601-1634), la hija del conde Enno III de Frisia Oriental.
El 27 de agosto de 1625, cuando solo tenía un año de edad, su padre lo propuso para que fuera el siguiente administrador del obispado de Schwerin. Sin embargo, nunca fue elegido, porque cuando el administrador, Ulrico III, murió el 12 de agosto de 1633, el obispado cayó a manos de Wallenstein como feudo. Heredó el Mecklemburgo-Schwerin cuando su padre murió el 27 de febrero de 1658. En 1660, construyó un palacio lúdico (Lustschloss) cerca de la iglesia de Ratzeburg. Viajó a París en 1662, a la corte del rey Luis XIV de Francia. El 29 de septiembre de 1663, se convirtió a la fe católica. Al día siguiente, su padrino, Luis XIV, le dio su segundo nombre Luis. Posteriormente, no obstante, a menudo firmó simplemente como Cristián.
Murió el 21 de junio de 1692 en La Haya. Su cuerpo fue transportado por barco hasta Dömitz. Fue transportado a Schwerin y finalmente llegó el 24 de agosto de 1692 a Doberan, donde fue enterrado en la Iglesia de Doberan.

## Matrimonios
Contrajo matrimonio dos veces. Su primera esposa fue Cristina Margarita (31 de marzo de 1615-16 de agosto de 1666), la segunda hija del duque Juan Alberto II de Mecklemburgo-Güstrow. Era la viuda del duque Francisco Alberto de Sajonia-Lauenburgo, con quien había contraído matrimonio el 21 de febrero de 1640. Francisco Alberto había muerto el 10 de junio de 1642 de las heridas recibidas en la batalla de Świdnica. Ella contrajo matrimonio con Cristián el 6 de julio de 1650 en Hamburgo. Sin embargo, el 16 de octubre de 1660, fue pronunciado un divorcio por un tribunal eclesiástico compuesto específicamente para este caso por Cristián. Ella nunca reconoció el divorcio. Fue no obstante declarado válido por un comité de diez profesores de derecho canónigo de la Universidad de París de La Sorbona. El divorcio fue confirmado por el papa el 3 de octubre de 1663.
Su segunda esposa fue Isabel Angélica de Montmorency, duquesa de Coligny (n. 1626). Ella era la viuda de Gaspard IV de Coligny, el hijo de Gaspard III de Coligny. Su primer esposo había muerto en Charenton-le-Pont el 9 de febrero de 1649 durante la Fronda. La fecha exacta de la boda entre Isabel Angélica y Cristián Luis no es conocida con certeza, pero probablemente fue el 3 de marzo de 1664. Murió el 23 o 24 de enero de 1695 en París.
Ambos matrimonios carecieron de hijos. Cuando Cristián Luis I murió, fue sucedido por su sobrino, Federico Guillermo, el hijo mayor del duque Federico de Mecklemburgo-Grabow.